# Klotkalott

Exempel på klotkalotter. En mindre i blå och en större i röd.

En klotkalott är i geometri ett segment i ett klot som är godtyckligt genomskuret av ett plan. Om planet skär genom klotets centrum, sådan att höjden av segmentet är lika med klotets radie, kallar man klotkalotten för hemisfär.

## Volym och yta
Om klotets radie är {\displaystyle r}, och kalottens höjd är {\displaystyle h}, är volymen på klotkalotten:
{\displaystyle V={\frac {\pi h^{2}}{3}}(3r-h)\,.}
Den skålformade klotkallotens area är
{\displaystyle \ A=2\pi rh.}
eller
{\displaystyle A=2\pi r^{2}(1-\cos \theta )\,,}
där {\displaystyle \theta } är vinkeln som bildas mellan de tänkta linjerna som går från klotets mittpunkt till klotkalottens topp, och till kanten av cirkelskivan som bildar basen i klotkalotten.